# Луда из Шаљоа
Луда из Шаљоа (енгл. The Madwoman of Chaillot) је америчка сатирична филмска комедија из 1969. са Кетрин Хепберн у главној улози. Филм је снимљен по истоименој драми француског писца Жана Жирадоа. То је прича о модерном високом друштву, оличеном у Аурелији, које је угрожено све већим растом моћи, беса и похлепе ниже класе.

## Улоге
| Глумац          | Улога                      |
| --------------- | -------------------------- |
| Кетрин Хепберн  | Аурелија, луда из Шајлоа   |
| Јул Бринер      | Генерал                    |
| Пол Хенрид      | Председник                 |
| Маргарет Лејтон | Констанца, луда из Пасија  |
| Идит Еванс      | Жосефина, луда са Конкорда |
| Џулијета Мазина | Габријела, луда са Сулпиза |